# Hermann Paasche

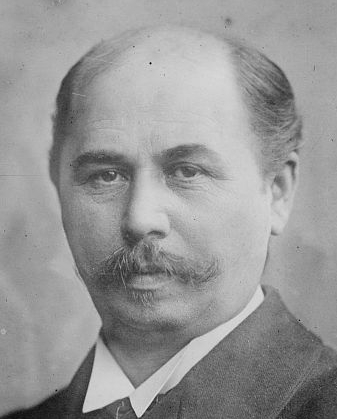
Hermann Paasche

Hermann Paasche, född 24 februari 1851 i Burg bei Magdeburg, död 11 april 1925 i Detroit, var en tysk nationalekonom och politiker; far till Hans Paasche.
Paasche studerade nationalekonomi och blev 1875 filosofie doktor i Halle an der Saale, blev 1879 professor vid Rostocks och 1884 vid Magdeburgs universitet. Han innehade 1896-1906 professuren i nationalekonomi vid tekniska högskolan i Charlottenburg. Han var även nationalliberal politiker och tillhörde tyska riksdagen 1881-84 och 1893-1918; han var tillika ledamot av preussiska lantdagen 1893-1908. Han var 1903-07 och 1912-18 andre vicepresident i tyska riksdagen och dess förste vicepresident 1907-09. 
Paasche, som en tid bedrev praktiskt lantbruk, ägnade särskild uppmärksamhet åt sockerindustrin och skrev Zuckerindustrie und Zuckerhandel (1891) och Die Zuckerproduktion der Welt (1905). I övrigt författade han en del penningteoretiska och prishistoriska avhandlingar, bland annat Studien über die Natur der Geldentwertung (1878) och skildringar från sina resor: Kultur- und Reiseskizzen aus Nord- und Mittelamerika (1894) och Deutsch-Ostafrika, wirtschaftliche Studien (1906).